# Kujawy (Poméranie)
Pour les articles homonymes, voir Kujawy.
Kujawy est une localité polonaise de la gmina rurale de Lubichowo située dans le powiat de Starogard en voïvodie de Poméranie. Elle se trouve à environ 15 kilomètres au sud-ouest de Starogard Gdański et 58 km au sud de la capitale régionale Gdańsk.

## Géographie

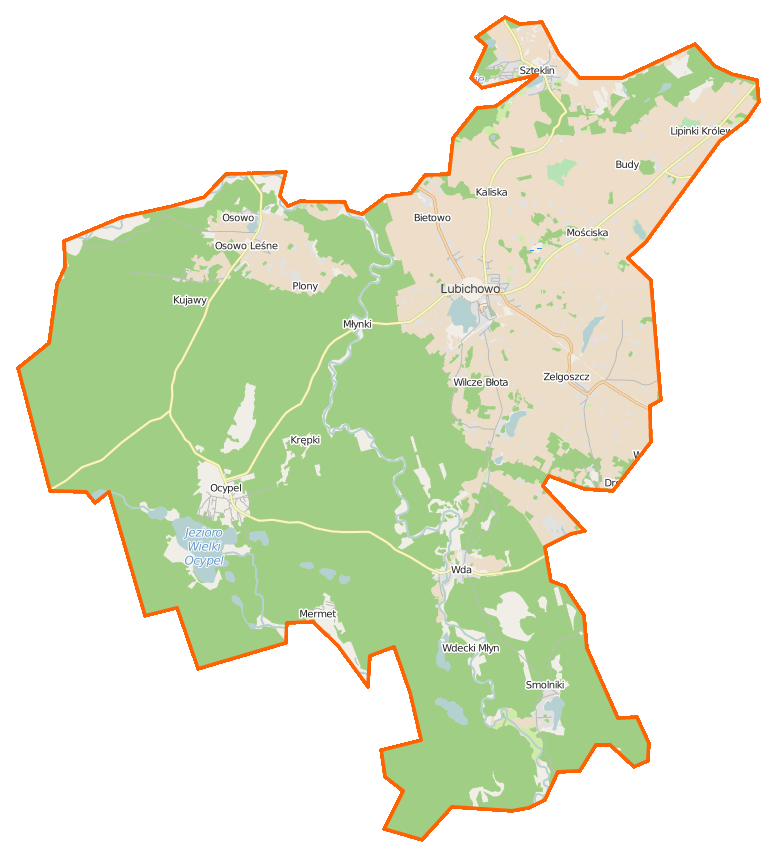
Carte de la gmina de Lubichowo.